# فرزکاری غلتکی

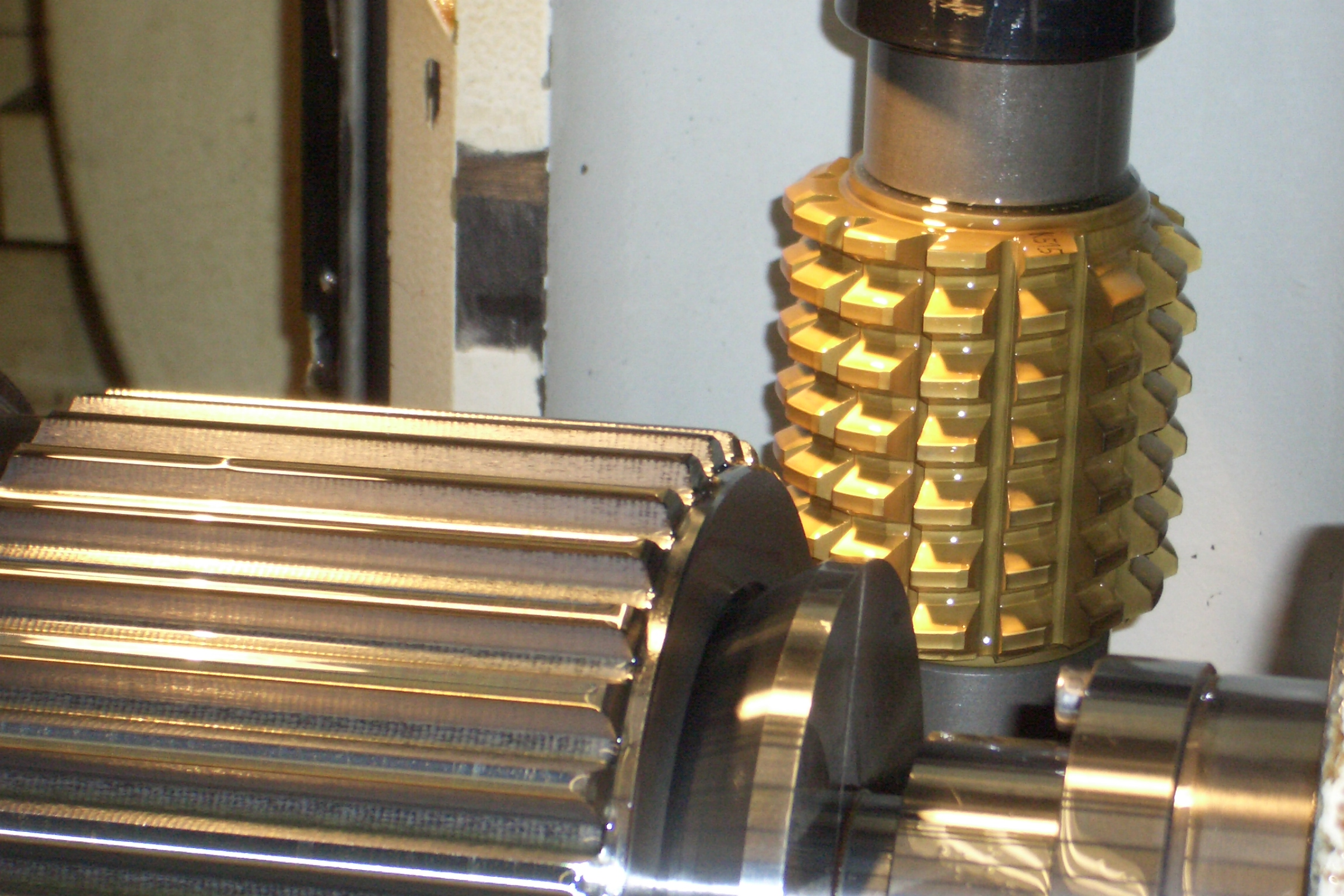
یک ماشین برش دهنده چرخ‌دنده درکنار یک چرخ‌دنده.

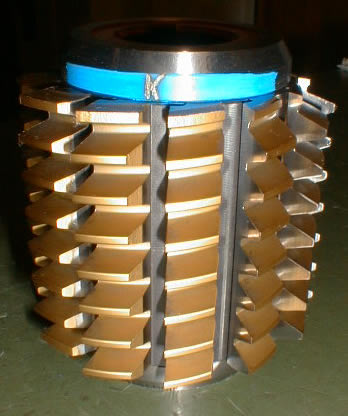
برش‌دهنده چرخ‌دنده

هابینگ یک فرایند ماشینکاری برای برش دنده، برش اسپلاین و برش چرخ دنده بر روی دستگاه هوبینگ است که نوع خاصی از دستگاه فرز است. دندانه‌ها یا خارهای چرخ دنده به تدریج در ماده (یک قطعه فلزی مسطح و استوانه ای) توسط یک سری برش‌هایی که توسط ابزار برشی به نام هوب ایجاد می‌شود، بریده می‌شوند.
هابینگ در مقایسه با سایر فرآیندهای شکل دهی چرخ دنده نسبتاً سریع و ارزان است و برای طیف وسیعی از قطعات و مقادیر استفاده می‌شود. هابینگ مخصوصاً برای ماشینکاری چرخ دنده‌های مارپیچ و خار متداول است.
برای برش چرخ دنده‌های داخلی که با یک کاتر چرخشی اسکیت می‌شوند، می‌توان از نوعی اسکیت شبیه به چرخ دنده‌های خارجی استفاده کرد.

## روند
هابینگ از یک دستگاه هوبینگ با دو دوک کج استفاده می‌کند. یک دوک با یک قطعه کار خالی نصب شده‌است و دیگری هاب را نگه می‌دارد. زاویه بین دوک هاب (محور) و دوک قطعه کار بسته به نوع قطعه تولید شده متفاوت است. به عنوان مثال، اگر یک چرخ دنده در حال تولید است، دوک در زاویه هدایت صفحه قرار می‌گیرد، در حالی که اگر یک چرخ دنده مارپیچ تولید می‌شود، زاویه نگه داشتن آن در زاویه هدایت هاب به علاوه زاویه مارپیچ چرخ دنده مارپیچ می‌شود. ویژگی‌های هابی برای چرخ دنده‌ها، مستقیم، مارپیچ، مخروطی مستقیم، صورت، تاج دار، کرم، سیلکرو و پخ است. سرعت دو دوک در یک نسبت ثابت است که با تعداد دندان‌هایی که در قسمت خالی بریده می‌شوند تعیین می‌شود. به عنوان مثال، برای یک هاب تک رزوه با نسبت دنده ۴۰:۱، هاب ۴۰ بار در هر دور صفحه می‌چرخد و ۴۰ دندانه در فضای خالی ایجاد می‌کند. اگر هاب چندین رزوه داشته باشد، نسبت سرعت در تعداد رزوه‌های روی هاب ضرب می‌شود. سپس هاب به قطعه کار وارد می‌شود تا عمق مناسب دندان به دست آید. برای اتمام عملیات، هاب از طریق قطعه کار به موازات محور چرخش قسمت خالی تغذیه می‌شود.
اغلب در طول تولید انبوه، چندین قطعه با استفاده از یک فیکسچر مناسب روی هم چیده شده و در یک عملیات برش داده می‌شود.
برای چرخ دنده‌های بسیار بزرگ، قسمت خالی ممکن است در ابتدا به شکلی ناهموار درآورده شود تا کارایی کارآمدتر شود.

## تجهیزات
ماشین‌های هابینگ که به نام هابر نیز شناخته می‌شوند، در اندازه‌های مختلفی برای تولید دنده‌ها در ابعاد متفاوت وجود دارند. چرخ دنده‌های صنعتی کوچک در ماشین‌های رومیزی کوچک تولید می‌شوند، در حالی که چرخ دنده‌های دریایی با قطر بزرگ در ماشین‌های صنعتی بزرگ تولید می‌شوند. یک دستگاه هوبینگ معمولاً از یک چاک و دم برای نگه داشتن قطعه کار، یک دوک برای نصب اجاق گاز و یک موتور محرک تشکیل شده‌است.
برای پروفیل دندانی که پیچ خورده است، دندانه‌های اصلی به صورت مستقیم هستند، با طرفینی متمایل به زاویه فشار شکل دندان، با بالا و پایین صاف. برای اجازه دادن به استفاده از پینیون‌هایی با تعداد کوچک می‌توان با اصلاح مناسب این دندانه‌ها به شکل سیکلوئیدی در نوک‌ها یا با سوراخ کردن در قطری غیر از گام نظری به این مهم رسید. از آنجایی که نسبت دنده بین هاب و فضای خالی ثابت است، چرخ دنده به دست آمده گام صحیحی روی دایره گام خواهد داشت اما ضخامت دندانه برابر با عرض فضا نخواهد بود.

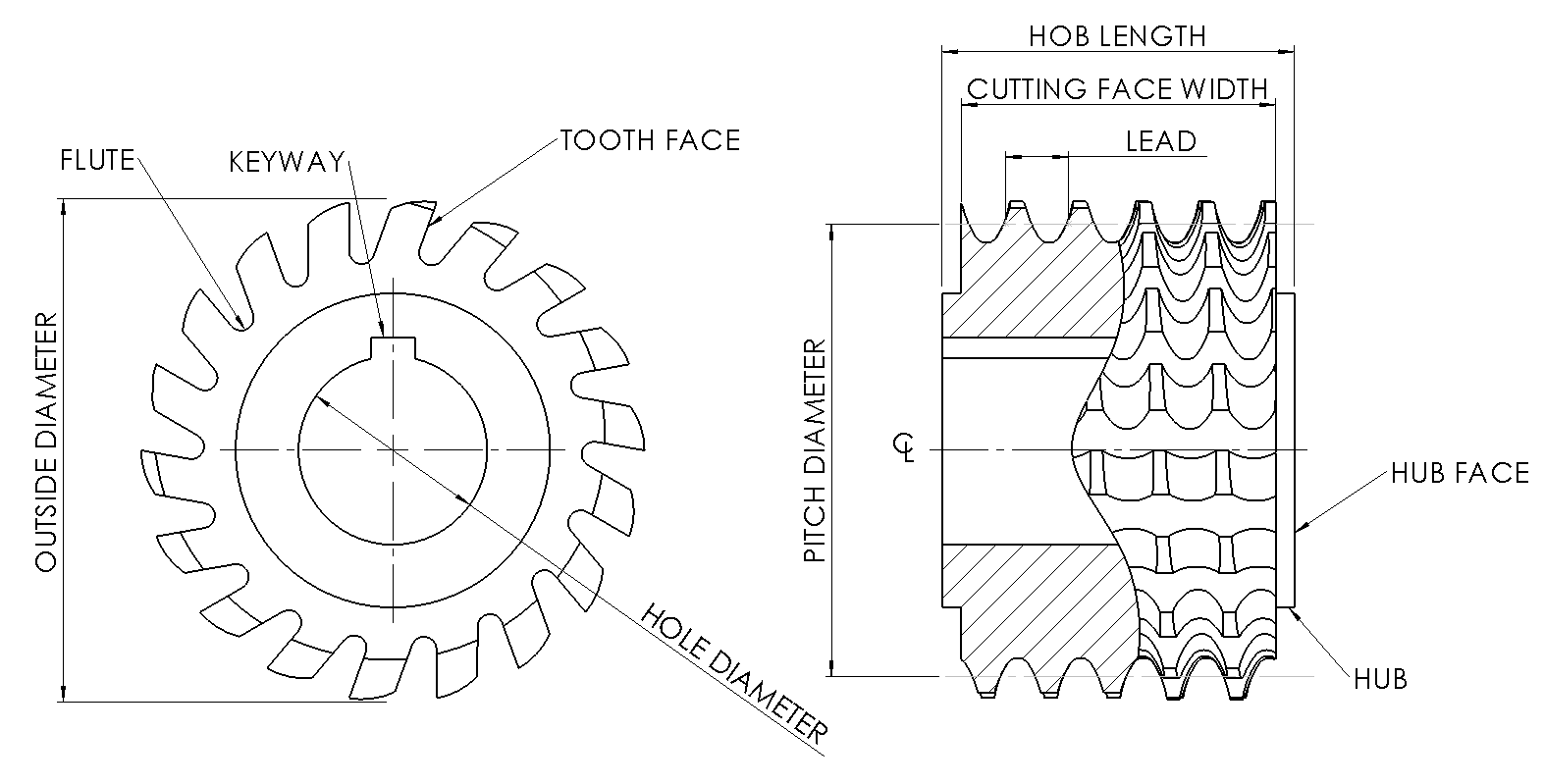

ماشین‌های هابینگ با بزرگ‌ترین ماژول یا قطر گامی که می‌توانند تولید کنند مشخص می‌شوند. به عنوان مثال، یک ماشین با ظرفیت ۱۰ اینچ (۲۵۰ میلیمتر) می‌تواند چرخ دنده‌هایی با قطر گام ۱۰ و معمولاً حداکثر ۱۰ در عرض صورت تولید کند. بیشتر ماشین‌های هابینگ، هابر عمودی هستند، به این معنی که قسمت خالی به صورت عمودی نصب می‌شود. دستگاه‌های هوبینگ افقی معمولاً برای برش قطعات کار طولانی‌تر استفاده می‌شود؛ یعنی برش خطوط در انتهای یک شفت.

### هاب
هاب یک ابزار برشی است که برای برش دندان‌ها در قطعه کار استفاده می‌شود. هاب استوانه ای شکل با دندانه‌های برش مارپیچ است. این دندانه‌ها دارای شیارهایی هستند که در طول هاب قرار دارند که به برش و بریدگی کمک می‌کند. همچنین هاب‌های مخصوصی برای دنده‌های خاص مانند چرخ دنده‌های اسپلاین و چرخ دنده طراحی شده‌اند.
شکل مقطع دندانه های‌هاب تقریباً به شکل دندانه‌های چرخ دنده قفسه ای است که با محصول نهایی استفاده می‌شود. تغییرات جزئی در شکل برای اهداف تولید وجود دارد، مانند افزایش طول دندانه اجاق گاز برای ایجاد فضای خالی در ریشه‌های چرخ دنده. برای کاهش اصطکاک، هر دندان هاب در قسمت پشتی خود قرار می‌گیرد.
بیشتر هاب‌ها، هاب تک رشته‌ای هستند، اما هاب‌های دو و سه رزوه‌ای برای تولیداتی با حجم بالا استفاده می‌شوند. هاب‌های چند رشته‌ای کارآمدتر اما دقت کمتری نسبت به هاب‌های تک رشته‌ای دارند. بسته به نوع دندانه‌ای که قرار است برش داده شود، هاب‌های سفارشی و هاب‌های عمومی وجود دارد. هاب‌های حرارتی سفارشی با دیگر هاب‌ها متفاوت هستند زیرا برای ساخت چرخ دنده‌هایی با پروفیل‌های دندانه‌ای اصلاح‌شده مناسب هستند. پروفیل‌های دندانه‌ای اصلاح شده معمولاً برای افزایش استحکام و کاهش اندازه و صدای چرخ دنده استفاده می‌شود.

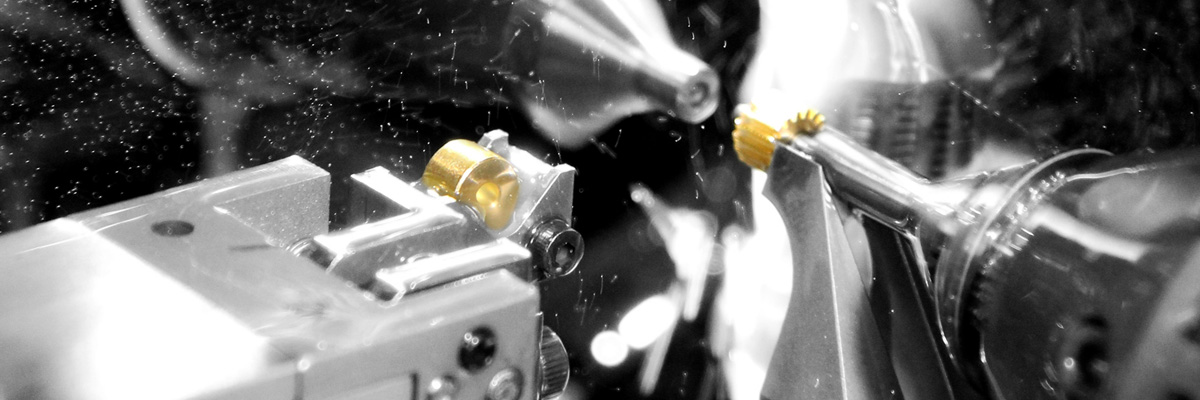

انواع رایج هاب عبارتند از:
- هاب زنجیر غلتکی
- هاب چرخ کرم
- هاب اسپلاین
- هاب‌های پخ دار
- هاب چرخ دنده مارپیچ
- هاب اسپلاین مستقیم
- هاب اسپلاین درگیر
- هاب دندانه دار
- هاب دنده نیمه‌روکش شده

## کاربردها
هابینگ برای ساخت انواع چرخ دنده‌های تکمیل شده زیر استفاده می‌شود:
- چرخ‌دنده‌های سیکلوئید (به زیر مراجعه کنید)
- چرخ‌دنده‌های حلزونی
- چرخ‌دنده‌های در پیچ
- جغجغه
- Splines
- چرخ‌دنده
- چرخ‌دنده‌ها
- چرخ دنده‌های حلزونی
- هابینگ برای تولید بیشتر چرخ‌های کرم‌گلویی استفاده می‌شود، اما برخی از پروفیل‌های دندانه‌ای را نمی‌توان سوراخ کرد. اگر هر قسمتی از پروفیل هاب عمود بر محور باشد، هاب فضای برشی نخواهد داشت و به خوبی برش نمی‌دهد.

### اشکال سیکلوئیدی
برای چرخ دنده‌های سیکلوئیدی (همان‌طور که در BS978-2 برای چرخ دنده‌های گام ریز استفاده می‌شود) و چرخ دنده‌های نوع سیکلوئیدی، هر ماژول، نسبت و تعداد دندانه‌ها در پینیون نیاز به کاتر هوبینگ متفاوتی دارد، بنابراین هوبینگ برای تولید در حجم کم بی اثر است.
برای دور زدن این مشکل، یک استاندارد چرخ دنده کمان دایره‌ای اضطراری در زمان جنگ تولید شد که یک سری فرم‌های نزدیک به سیکلوئیدی را ارائه می‌دهد که می‌توان آن را با یک صفحه برای هر مدول برای هشت دندان و به‌بالا برش داد تا در منابع تولید کاتر صرفه‌جویی شود. نوع دیگری ازآن هنوز در BS978-2a (چرخ‌دنده‌های ابزار و مکانیزم‌های ساعت‌گرد، چرخ دنده‌های نوع سیکلوئیدی. چرخ دنده‌های دایره ای از نوع قوس دار) استفاده می‌شود.
تلورانس‌های هم مرکز بودن هاب، ماژول‌های پایینی را که می‌توان عملاً با هوب کردن برش داد تا حدود ۰٫۵ ماژول محدود می‌کند.

## تاریخ
کریستین شیله از لنکستر انگلستان در سال 1856 اختراع ماشین هوبینگ را به ثبت رساند. طراحی ساده ای بود، اما اجزای ابتدایی همه در نقشه‌های ثبت اختراع مرسوم وجود دارند. ابزار برش هاب و قطار دنده برای ارائه نسبت سرعت اسپیندل مناسب به وضوح قابل مشاهده است. دانش هابینگ احتمالاً مقدم بر ثبت اختراع او در تجارت ساعت‌سازی است.
بسیاری از موزه‌های تولیدی شامل نمونه‌هایی از هابینگ دنده دستی هستند که قبل از قرن نوزدهم به تولید چرخ دنده‌ها کمک می‌کردند. همراه با این هاب‌های دنده کاملاً دستی، نمونه‌هایی از اولین هاب‌های دنده نیمه خودکار و در نهایت نمونه‌هایی از فناوری جدیدتر که فرایند کاملاً خودکاری را که هاب‌های دنده مدرن برای تولید چرخ دنده‌های امروزی استفاده می‌کنند، نشان می‌دهد. تعداد کمی از تولیدکنندگان هاب‌های دنده‌ای نیز دارای ادبیات جالبی در مورد تاریخچه اجاق‌های دنده هستند، از جمله جزئیاتی در مورد اینکه چگونه اجاق‌های دنده مدرن می‌توانند هزاران دنده را در یک ساعت تولید کنند.